# Cultura di Liangzhu

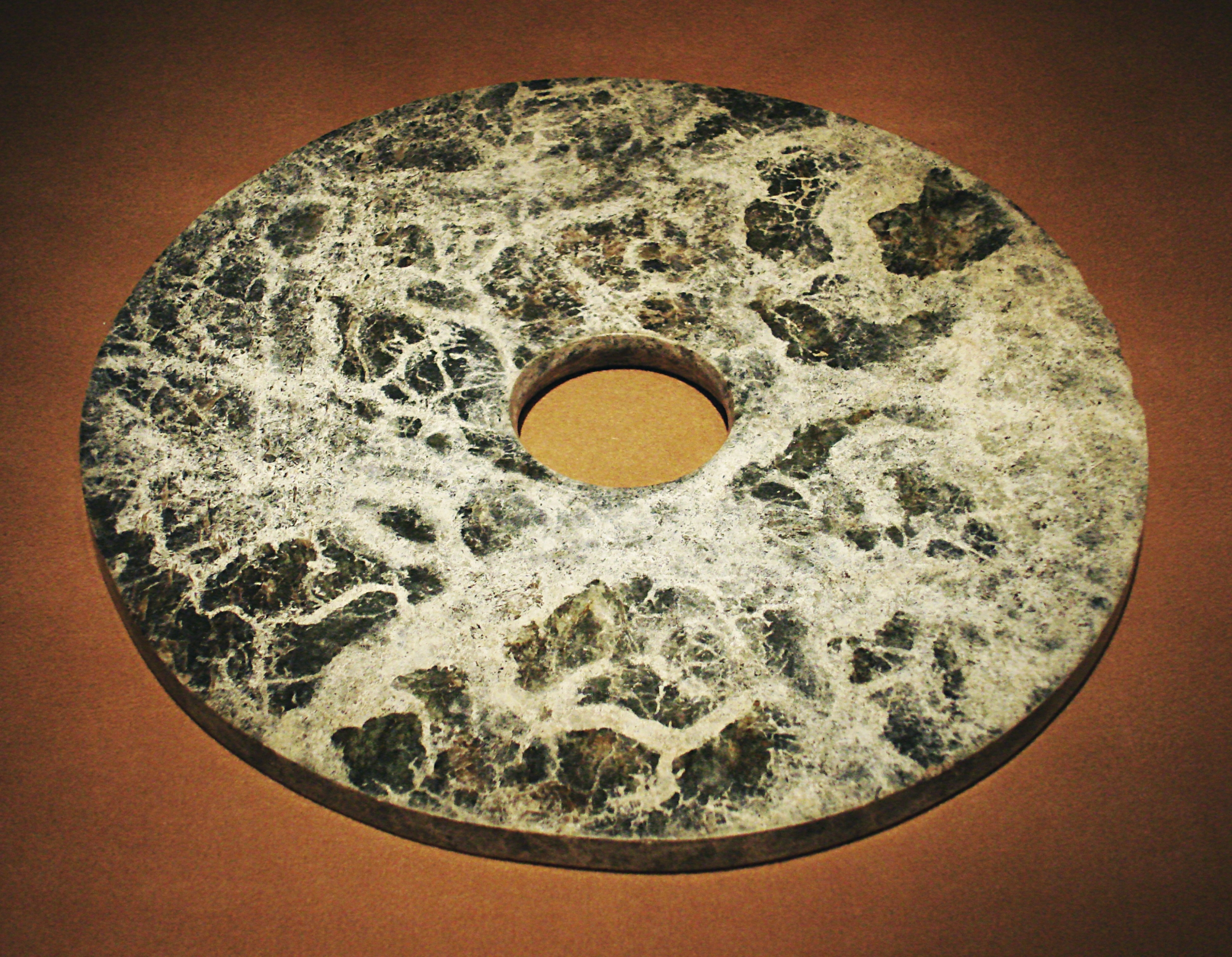
Disco in giada Bi della cultura di Liangzhu. Si tratta di un oggetto rituale simbolo di ricchezza e potere militare.

La cultura di Liangzhu (cinese tradizionale 良渚文化 , pinyin = liángzhǔ wénhuà) (3400 a.C.- 2250 a.C.) è l'ultima cultura neolitica della giada sviluppatasi nell'area del delta del Fiume Azzurro, in Cina. La sua area di influenza si estese dai dintorni del lago Tai Hu, a nord lungo il corso del fiume Azzurro fino a Nanchino, a est fino Shanghai e al mare, e a sud fino a Hangzhou.
Era presente una stratificazione sociale in quanto i manufatti di giada, avorio e lacca sono stati ritrovati solamente in tombe ricche, mentre il vasellame era comune nelle sepolture più povere.

Il sito di riferimento è stato identificato nella contea di Yuhang, nello Zhejiang, e fu inizialmente scavato nel 1936 da Shi Xingeng. In totale si conoscono oltre cento siti appartenenti alla cultura di Liangzhu.
La cultura possedeva un'agricoltura avanzata, conosceva l'irrigazione, la coltivazione del riso in risaia e l'acquacoltura dei pesci. Le case erano spesso costruite su palafitte sulle rive dei laghi o lungo il corso dei fiumi.

## Artefatti

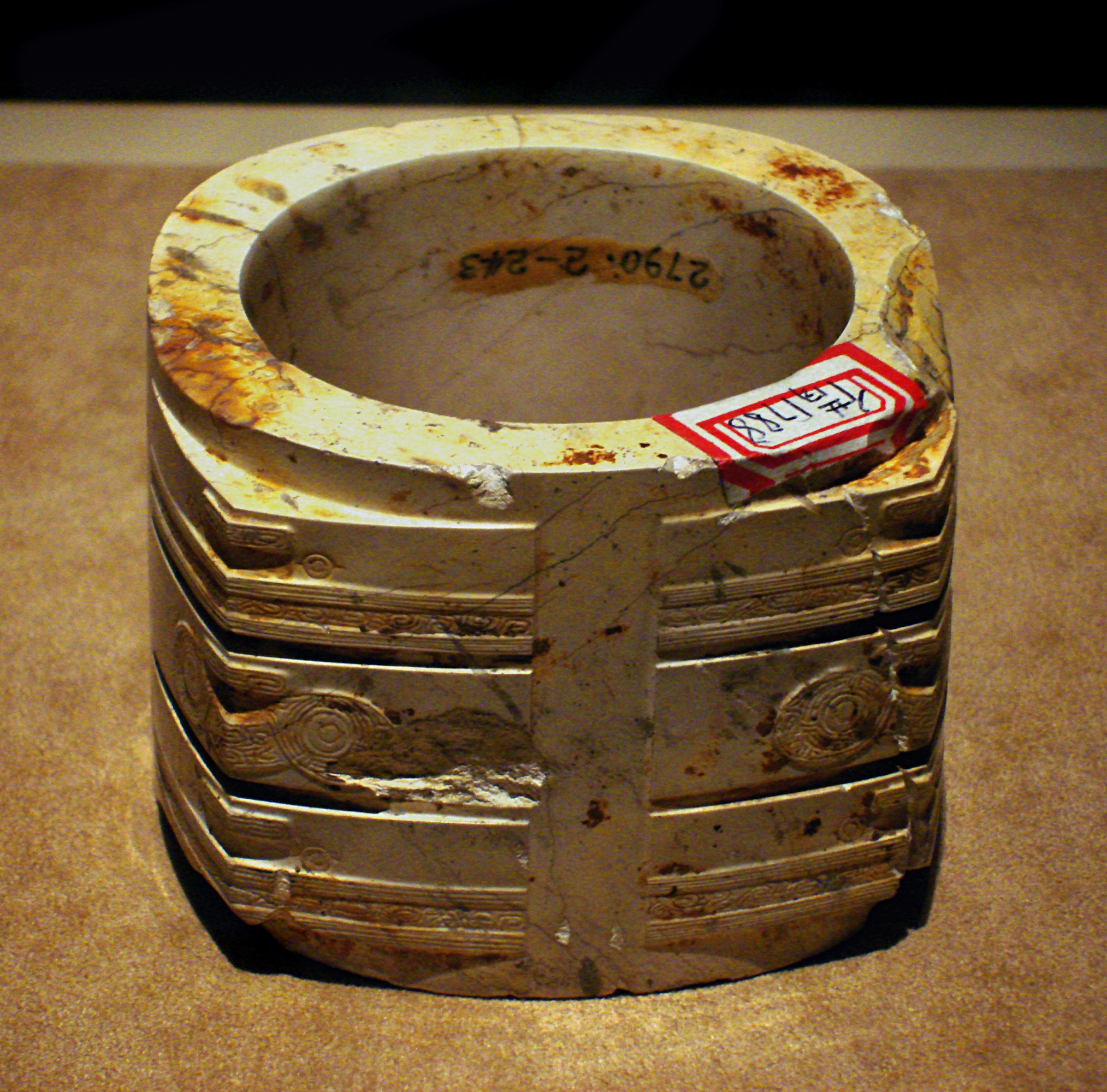
Un cong della cultura di Liangzhu.

Gli oggetti in giada di questa cultura, prevalentemente ad uso rituale e di grandi dimensioni, erano caratterizzati da lavorazioni fini e spesso incisi con il motivo taotie.

Gli artefatti più rappresentativi di questa cultura sono i tubi cong. Il cong più pesante finora ritrovato pesa 3,5 kg. Sono stati ritrovati anche dischi in giada detti Bi e le Yue, asce da cerimonia.
Sono stati ritrovati pendenti in giada con incisioni rappresentanti piccoli uccelli, tartarughe e pesci. L'oggettistica in giada della cultura di Liangzhu ha prevalentemente un colore bianco-latteo, a causa dell'origine da rocce di tremolite, anche se sono state ritrovate giade a base di actinolite e serpentino.

## Ritrovamenti
Un altare di questa cultura, scavato a Yaoshan nello Zhejiang, dimostra che le strutture religiose erano abbastanza elaborate e costituite da pile di pietre e pareti di sasso, un'indicazione questa che la religione aveva già un'importanza considerevole. L'altare era strutturato su tre livelli, con la piattaforma superiore in terra battuta. Altre tre piattaforme circostanti erano pavimentate con ciottoli. Ci rimangono le rovine di un muro di pietra, e dodici solchi, divisi in due file, sull'altare.
La scoperta della base delle antiche mura di cinta di una città è stata annunciata dal governo provinciale dello Zhejiang il 29 novembre 2007. Questo ritrovamento, assieme ad altri resti identificati come parti di costruzioni cittadine, fanno ritenere che il sito fosse l'antica capitale della cultura di Liangzhu, la cui influenza si estendeva fino alle attuali Jiangsu, Shanghai, e la provincia di Shandong.
Il Museo della cultura di Liangzhu è stato inaugurato nel 2008. Si trova a circa 17,5 km a nord-ovest della punta del lago Xi Hu, nello Hangzhou.